# 彭明 (1924年)
彭明（1924年12月15日—2008年6月27日），男，河南夏邑人。中国历史学家。
1945年进入华北联合大学（中国人民大学的前身）教育学院史地系学习。1947年、1948年先后在华北联合大学与华北大学师从胡华与范文澜攻读研究生。1949年担任华北大学中国革命史助教。1950年中国人民大学成立后，一直在中国人民大学从事教学和研究。
从1956年到1961年与李新等近代史学者一起编写《中国新民主主义革命时期通史》。
退休前在中国人民大学任马克思主义学院中共党史系教授、中国人民大学国际关系学院政治学系政治学理论专业博士生导师。亦曾任中国现代史学会常务副会长。